# Lust auf Sumo
Lust auf Sumo (Originaltitel:シコふんじゃった。 Shiko funjatta)  ist ein japanischer Film aus dem Jahre 1992. Regie führte Masayuki Suo. Der Film erwarb zahlreiche Auszeichnungen.

## Handlung
Professor Tokichi Anayama möchte an einem japanischen College das Sumō-Team wiederbeleben. Da sich die Studenten aber inzwischen mehr für andere Sportarten wie Segeln oder Tauchen interessieren, ist es für ihn schwierig Nachwuchs zu bekommen. Er nimmt den schwächlichen Studenten Yamamoto auf, den er dafür eine Prüfung bestehen lässt. Obwohl dieser schlechte Leistungen im Sumo liefert, gelingt es Anayama allmählich eine erfolgreiche Sumō-Mannschaft aufzubauen.

## Kritiken
„Lustvolle Abrechnung mit der japanischen Gesellschaft.“

## Auszeichnungen (Auswahl)
- 1993: Japanese Academy Award
  - Bester Film
  - Beste Regie – Masayuki Suo
  - Bestes Drehbuch – Masayuki Suo
  - Bester Hauptdarsteller – Masahiro Motoki
  - Bester Nebendarsteller – Naoto Takenaka
  - Beste Nebendarstellerin – Misa Shimizu (nominiert)
  - Bester Schnitt – Junichi Kikuchi (nominiert)